# 永遠のSEED
『永遠のSEED』は、松澤由美のベスト・アルバム。

## 概要
デビュー20周年を記念した企画アルバム。2018年5月30日に5pb.Recordsから発売された。
過去の代表曲、カバー、セルフカバー、CD化されていなかったゲーム主題歌を含む15曲を収録。
ジャケットはデビュー作品であるアニメ『機動戦艦ナデシコ』のキャラクターデザインを行った後藤圭二による作品となっている。

## 収録曲
1. 永遠のSEED
  - 作詞：jam　 作曲：大森俊之　編曲：益田トッシュ・荻野晶子
2. YOU GET TO BURNING　
  - 作詞：有森聡美　作曲・編曲：大森俊之　デビューシングル  

テレビアニメ『機動戦艦ナデシコ』オープニングテーマ オリジナル音源
3. 永遠ブルー～BLUE FOREVER～
  - 作詞：竜真知子　 作曲：松澤浩明・山田信夫・河野陽吾　編曲：益田トッシュ

ゲストボーカリスト：NoB 『聖闘士星矢』エンディングテーマカバー
4. ROSE BUD
  - 作詞：有森聡美　作曲・編曲：大森俊之

5枚目のシングルc/w 劇場アニメ『機動戦艦ナデシコ -The prince of darkness-』イメージソング オリジナル音源
5. 私らしく
  - 作詞：松浦有希　 作曲・編曲：松浦有希・吉田繁

テレビアニメ『機動戦艦ナデシコ』エンディングテーマ 桑島法子のカバー
6. あなたの一番になりたい
  - 作詞：有森聡美　作曲：三留研介　編曲：添田啓二

アニメ『機動戦艦ナデシコ』挿入歌  南央美のカバー
7. 地球ぎ
  - 作詞：松澤由美　 作曲：松澤由美・高井うらら　編曲：西田マサラ&Yumimania+

11枚目のシングル  OVA『聖闘士星矢 冥王ハーデス十二宮編』オープニングテーマオリジナル音源
8. 聖闘士神話～ソルジャー・ドリーム～
  - 作詞：只野菜摘　 作曲：松澤浩明　編曲：荻野晶子・益田トッシュ

ゲストボーカリスト：影山ヒロノブ 『聖闘士星矢』2代目オープニングテーマカバー
9. 託す者へ～My Dear～
  - 作詞：車田正美・松尾康治　 作曲：Kacky　編曲：Kacky・大石憲一郎

OVA『聖闘士星矢 冥王ハーデス冥界編』エンディングテーマ オリジナル音源
10. 僕たちの真実～Story～
  - 作詞：松澤由美　 作曲・編曲：崎元仁

PS2版『Lの季節2』オープニングテーマ
11. なないろのwish
  - 作詞・曲：高井ウララ　編曲：宅見将典

PCゲーム『暁のアマネカと蒼い巨神』オープニングテーマ
12. SNOW
  - 作詞：Studio mebius　作曲・編曲：高瀬一矢(I've)

PCゲーム『SNOW』オープニングテーマ
13. Dearest
  - 作詞：有森聡美　作曲・編曲：大森俊之

5枚目のシングル  劇場アニメ『機動戦艦ナデシコ -The prince of darkness-』テーマオリジナル音源
14. 僕たちはもう知ってる
  - 作詞・曲：志倉千代丸　編曲：ハマサキユウジ

Nintendo Swich版『ひぐらしのなく頃に奉』オープニングテーマ
15. ＜BONUS TRACK＞地球ぎ～ポルトガルver.～